# Sjöarydsjön
Sjöarydsjön är en sjö i Sävsjö kommun i Småland och ingår i Lagans huvudavrinningsområde. Sjön har en area på 0,107 kvadratkilometer och ligger 233 meter över havet. Sjön avvattnas av vattendraget Vämmesån (Hylletoftaån).

## Delavrinningsområde
Sjöarydsjön ingår i det delavrinningsområde (636692-142330) som SMHI kallar för Ovan Hjorsetån. Medelhöjden är 281 meter över havet och ytan är 31,9 kvadratkilometer. Det finns inga delavrinningsområden uppströms utan avrinningsområdet är högsta punkten. Vämmesån (Hylletoftaån) som avvattnar avrinningsområdet har biflödesordning 3, vilket innebär att vattnet flödar genom totalt 3 vattendrag innan det når havet efter 220 kilometer. Delavrinningsområdet består mestadels av skog (69 procent) och jordbruk (13 procent). Avrinningsområdet har 0,19 kvadratkilometer vattenytor vilket ger det en sjöprocent på 0,6 procent.